# Cronograma das equipas de ciclismo portuguesas
Cronograma das principais equipas de ciclismo portuguesas ao longo da últimas décadas.
A cinzento escuro encontram-se assinaladas as equipas que não se encontram activas.
A cinzento claro encontram-se assinaladas as equipas que competem em escalões inferiores, não participando na Volta a Portugal.

## 2010-Actualidade
| 2010                         | 2011                 | 2012                     | 2013                            | 2014                            | 2015                      | 2016                           | 2017                            | 2018                       | 2019                      |
| ---------------------------- | -------------------- | ------------------------ | ------------------------------- | ------------------------------- | ------------------------- | ------------------------------ | ------------------------------- | -------------------------- | ------------------------- |
| Palmeiras Resort-Prio        | Tavira-Prio          | Carmim-Prio              | Banco BIC-Carmim a)             | Banco BIC-Carmin                | Time Tavira               | Sporting / Tavira              | Sporting / Tavira               | Sporting / Tavira          | Sporting / Tavira         |
| Madeinox-Boavista            | Onda                 | Onda                     | Rádio Popular-Onda              | Rádio Popular-Onda              | Rádio Popular-Boavista    | Rádio Popular-Boavista         | Rádio Popular-Boavista          | Rádio Popular-Boavista     | Rádio Popular-Boavista    |
| LA Alumínios-Rota dos Móveis | LA Alumínios-Antarte | LA-Antarte               | LA Alumínios-Antarte            | LA Alumínios-Antarte            | LA Alumínios-Antarte      | LA Alumínios-Antarte           | LA Alumínios–Metalusa Blackjack | LA Alumínios               | LA Alumínios              |
| Barbot-Siper                 | Barbot-Efapel        | Efapel-Glassdrive        | Efapel-Glassdrive               | Efapel-Glassdrive               | Efapel                    | Efapel                         | Efapel                          | Efapel                     | Efapel                    |
| CC Loulé-Louletano-Aquashow  | Louletano–Loulé      | Louletano–Dunas Douradas | Louletano-Dunas Douradas        | Louletano-Dunas Douradas        | Louletano-Ray Just Energy | Louletano-Hospital Loulé–Jorbi | Louletano-Hospital Loulé        | Aviludo - Louletano        | Aviludo - Louletano       |
|                              |                      |                          | OFM-Quinta da Lixa-Golden Times | OFM-Quinta da Lixa-Golden Times | W52-Quinta da Lixa        | W52–FC Porto–Porto Canal       | W52–FC Porto–Mestre da Cor      | W52–FC Porto               | W52–FC Porto              |
|                              |                      |                          |                                 |                                 |                           |                                |                                 | Miranda - Mortágua         | Miranda - Mortágua        |
|                              |                      |                          |                                 |                                 |                           |                                |                                 | Liberty Seguros - Carglass | UD Oliveirense/InOutbuild |
|                              |                      |                          |                                 |                                 |                           |                                |                                 | Vito–Feirense–BlackJack    | Vito–Feirense–BlackJack   |

## 2000-2009
| 2000                               | 2001                               | 2002                                | 2003                           | 2004                          | 2005                                 | 2006                                 | 2007                    | 2008                     | 2009                         |  |
| ---------------------------------- | ---------------------------------- | ----------------------------------- | ------------------------------ | ----------------------------- | ------------------------------------ | ------------------------------------ | ----------------------- | ------------------------ | ---------------------------- |  |
| Gresco-Tavira                      | Gresco-Tavira                      | Porta da Ravessa-Zurich             | Porta da Ravessa-Tavira        | Würth-Atum Bom Petisco-Tavira | Duja-Tavira                          | Duja-Tavira                          | Duja-Tavira             | Palmeiras Resort-Tavira  | Palmeiras Resort-Tavira      |  |
| Boavista                           | Carvalhelhos-Boavista              | Carvalhelhos-Boavista               | Carvalhelhos-Boavista          | Carvalhelhos-Boavista         | Carvalhelhos-Boavista                | Carvalhelhos-Boavista                | Riberalves-Boavista     | Madeinox-Boavista        | Madeinox-Boavista            |  |
| Uniao Ciclista da Maia-MSS         | Milaneza-MSS                       | Milaneza-MSS                        | Milaneza-MSS                   | Milaneza-Maia                 | Milaneza-Maia                        | Maia-Milaneza                        | LA-MSS                  | LA-MSS                   |                              |  |
| Paredes Rota dos Móveis-Tintas VIP | Paredes Rota dos Móveis-Tintas VIP | Paredes Rota dos Móveis-Antarte VIP | Antarte-Rota dos Móveis        | Antarte-Rota dos Móveis       | Paredes Rota dos Móveis-Beira Tâmega | Paredes Rota dos Móveis-Beira Tâmega | Fercase-Rota dos Móveis | Fercase-Rota dos Móveis  | LA Alumínios-Rota dos Móveis |  |
| Barbot-Torrié Cafés-Gondomar       | Barbot-Torrié Cafés-Gondomar       | Barbot-Torrié Cafés                 | Barbot-Torrié Cafés            | Barbot-Gaia                   | Barbot-Pascoal                       | Barbot-Halcon                        | Barbot-Halcon           | Barbot-Siper             | Barbot-Siper                 |  |
| LA Aluminios-Pecol-Calbrita        | LA Aluminios-Pecol-Calbrita        | LA Aluminios-Pecol-Calbrita         | LA Aluminios-Pecol-Bombarral   | LA Aluminios-Pecol-Bombarral  | LA Aluminios-Liberty Seguros         | LA Aluminios-Liberty Seguros         | Liberty Seguros         | Liberty Seguros          | Liberty Seguros              |  |
| Porta da Ravessa                   | Porta da Ravessa                   |                                     |                                |                               |                                      |                                      |                         |                          |                              |  |
| SL Benfica                         |                                    |                                     |                                |                               |                                      |                                      | SL Benfica              | SL Benfica               |                              |  |
|                                    |                                    |                                     |                                | Imoholding–Loulé Jardim Hotel | Imoholding-Loulé                     | Imoholding-Loulé Jardim Hotel        | Madeinox-Bric-Loulé     | Centro Ciclismo de Loulé | CC Loulé-Louletano-Aquashow  |  |
|                                    |                                    | ASC-Vila do Conde                   | ASC-Vila do Conde              | ASC-Vila do Conde             | ASC-Chenco Jeans                     | Vitória-ASC                          | Vitória-ASC             |                          |                              |  |
|                                    |                                    |                                     |                                |                               | Alcobaça-Goldnutricion               | Riberalves-Goldnutricion-Alcobaça    |                         |                          |                              |  |
|                                    |                                    |                                     |                                |                               | Madeinox-AR Canelas                  | Madeinox-BRIC-AR Canelas             |                         |                          |                              |  |
|                                    |                                    | Pepolim & Irmãos-Ovarense           | Beppi-Pepolim                  | Beppi-Ovarense                |                                      |                                      |                         |                          |                              |  |
| Cantanhede                         | Cantanhede-Marquês de Marialva     | Cantanhede-Marquês de Marialva      | Cantanhede-Marquês de Marialva |                               |                                      |                                      |                         |                          |                              |  |
| Tróia Marisco-Abóboda              | Jodofer-Abóboda                    | Matesica-Abóboda                    |                                |                               |                                      |                                      |                         |                          |                              |  |

## 1990-1999
| 1990                     | 1991                    | 1992                       | 1993                       | 1994                    | 1995                    | 1996                     | 1997                           | 1998                                  | 1999                                  |  |
| ------------------------ | ----------------------- | -------------------------- | -------------------------- | ----------------------- | ----------------------- | ------------------------ | ------------------------------ | ------------------------------------- | ------------------------------------- |  |
| Atum Bom Petisco-Tavira  | Atum Bom Petisco-Tavira | Atum Bom Petisco-Tavira    | Atum Bom Petisco-Tavira    | Atum Bom Petisco-Tavira | Atum Bom Petisco-Tavira | Tavira-Recer             | Progecer-Tavira                | Gresco-Tavira-Progecer                | Gresco-Tavira                         |  |
| Recer-Boavista           | Recer-Boavista          | Recer-Boavista             | Recer-Boavista             | Recer-Boavista          | Recer-Boavista          | Recer-Boavista           | Recer-Boavista                 | Recer-Boavista                        | Recer-Boavista                        |  |
| Sicasal-Acral            | Sicasal-Acral           | Sicasal-Acral              | Sicasal-Acral              | Sicasal-Acral           | Sicasal-Acral           |                          |                                |                                       |                                       |  |
| Ruquita–Philips–Feirense | Imporbor - Feirense     |                            |                            |                         |                         |                          |                                |                                       |                                       |  |
| Orima - Cantanhede       | Orima - Cantanhede      |                            |                            |                         |                         |                          |                                |                                       |                                       |  |
|                          | Quintanilha-Moda Jovem  | W52-Quintanilha-Felgueiras | W52-Quintanilha-Felgueiras | Sirla da Maia-Jumbo     | Maia-Jumbo              | Maia-Jumbo-CIN           | Maia-CIN                       | Maia-CIN                              | Maia-CIN                              |  |
|                          |                         |                            |                            |                         | W52-Paredes Móvel       | W52-Paredes Móvel        | Paredes Móvel-W52              | Paredes Móvel-Ecop                    | Paredes Móvel-Ecop                    |  |
|                          |                         |                            |                            |                         | Troiamaricso            | Troiamaricso             | Troiamaricso                   | Porta da Ravessa                      | Porta da Ravessa                      |  |
|                          |                         |                            |                            |                         |                         | LA Aluminios-AC Malveira | LA Aluminios-Pecol-AC Malveira | LA Aluminios-Pecol-Águias de Alpiarça | LA Aluminios-Pecol-Águias de Alpiarça |  |
|                          |                         |                            |                            | Janotas & Simoes        | Janotas & Simoes        |                          |                                |                                       |                                       |  |
|                          |                         |                            |                            |                         |                         |                          |                                |                                       | SL Benfica                            |  |
|                          |                         |                            |                            |                         |                         |                          |                                |                                       | Matesica - Abodoba                    |  |